# 蒙茅斯教區
聖公會蒙茅斯教區（英語：Diocese of Monmouth）是聖公會威爾斯教會的一個教區。轄區位於威爾斯東南部。下分兩個會吏長區。
教區成立於1921年，座堂是紐波特座堂，但當地天主教教區直到1916年仍稱紐波特教區，故教區名仍採用了地區名稱而非座堂所在的城市名。現任主教為理查德．皮恩。